# Gabriela Cabezón Cámara
Gabriela Cabezón Cámara (San Isidro, 4 novembre 1968) è una scrittrice e giornalista argentina.
È considerata una delle figure più importanti nella letteratura contemporanea latinoamericana, oltre ad essere un'intellettuale e attivista femminista leader.
Ha pubblicato quattro romanzi, tra cui La Virgen Cabeza, che l'ha collocata nell'ambiente letterario continentale, e Las aventuras de la China Iron, la cui versione inglese è stata nominata per il prestigioso International Booker Prize. Tra le principali influenze che hanno definito la sua vocazione e il suo stile si incontrano Patricia Highsmith, Rodolfo Walsh, Nestor Perlongher e Osvaldo Lamborghini.
I suoi articoli sono stati pubblicati su diversi riviste, come Soy (Pagina 12), Le monde diplomatique, Revista Anfibia, Revista Ñ (Clarín). Ha anche lavorato come redattrice della sezione culturale per il quotidiano Clarín e lavora come direttrice del corso di scrittura del CINO.

## Biografia
È nata il 4 novembre 1968 a San Isidro, nella provincia di Buenos Aires. Ha completato i propri studi universitari presso l'Università di Buenos Aires, dove ha conseguito una laurea in lettere.
Il suo ingresso nel mondo della letteratura avvenne attraverso i racconti. Uno di questi è apparso nel 2006 nell'antologia Una terraza propia della casa editrice Norma dal titolo La hermana Cleopatra, che era una prima bozza di quello che sarebbe stato il suo primo romanzo, La Virgen Cabeza. È stato pubblicato poi nel 2009 dall'editore Eterna Cadencia ed è diventato un successo della critica.
Nel 2013 le è stata assegnata una borsa di studio come Resident Writer presso l'Università di Berkeley, in California.
Ha pubblicato la trilogia La Virgen Cabeza, Le viste la cara a Dios y Romance de la Negra Rubia, definita una "trilogia oscura" dalla critica.
La sua produzione letteraria presenta come protagoniste, tra le altre, una donna trans fanatica religiosa, una giornalista di cronaca nera, vittime di traffico di esseri umani per lo sfruttamento sessuale. A causa del mix di personaggi, classi sociali e identità sessuali, la sua letteratura è considerata una rischiosa scommessa. Il suo stile narrativo mescola i contenuti della realtà (dai centri di accoglienza ai social network) con espressioni della letteratura classica e del genere ‘’gauchesco’’, linguaggio popolare, ed un certo black humor.
Le viste la cara a Dios è stato il primo e-book spagnolo ad essere stato scelto come libro dell'anno dalla Revista Ñ. Pubblicato in Spagna con quel titolo, è stato ristampato in Argentina come Beya e come romanzo a fumetto ed è stato omaggiato dal Senato della Nazione, venendo definito d'interesse sociale dal legislatore della città di Buenos Aires.
È considerata una delle scrittrici più influenti della sua generazione. I critici parlano, riferendosi al suo romanzo più recente, Las aventuras de la China Iron, di "una prosa piacevole e quasi miracolosa" e di "un'altra base" della letteratura argentina. Questo romanzo è stato eletto tra i libri dell'anno dell'edizione spagnola del New York Times e de El País.
Una delle sue maggiori preoccupazioni riguardanti la sofferenza altrui è ciò che accade alle donne coinvolte nei casi di prostituzione, situazione che Gabriela Cabezón Cámara descrive come "essere violentata 24 ore al giorno". Il suo personaggio principale nel romanzo La Virgen Cabeza vive in un centro dove trova affetto; d'altra parte, va notato che il riferimento alla Vergine sta rivendicando il posto della donna, poiché la chiesa legittima questa immagine solo come moglie, madre e difensore dei "propri mariti: dio, il Papa e lo spirito santo". Di conseguenza, possiamo affermare che, nelle sue opere, le diverse classi sociali e le immagini su cui si basa la cultura patriarcale vengono messe in discussione e, attraverso i propri scritti, mescola le relazioni egualitarie nelle sfere pubbliche e, successivamente, la loro dissoluzione.
Il suo romanzo Las aventuras de la China Iron è finalista al Man Booker International Prize 2020, perché "(...) La giuria del Booker Prize lo ha definito precisamente: meravigliosa rielaborazione femminista e strana di un mito fondatore americano (...) con linguaggio e prospettiva così freschi da cambiare di 180 gradi l'idea di come potrebbe essere una nuova nazione americana".

## Opere
- La Virgen Cabeza (2009)[21]
- Le viste la cara a Dios (2011), pubblicata come romanzo a fumetto come Beya (2013)
- Romance de la negra rubia (2014)[22]
- Las aventuras de la China Iron (2017)[23][24]
  - Le avventure della China Iron, Mondadori, 2023, ISBN 9788804738077